# John Favara
John Favara (4 de marzo de 1929 - desaparecido el 28 de julio de 1980, posteriormente declarado muerto en 1983) fue un vecino de patio del entonces capitán y posteriormente jefe de la familia criminal Gambino John Gotti en Howard Beach, Nueva York, Estados Unidos, que desapareció después de atropellar con un coche y matar al hijo de Gotti, Frank Gotti, de 12 años, que estaba manejando una minimoto.

## Muerte de Frank Gotti
El 18 de marzo de 1980, el hijo mediano de John Gotti, Frank Gotti, de 12 años, se había reunido con un amigo propietario de una minimoto, que permitía a sus amigos turnarse para tomarla prestada. Cuando el amigo permitió a Gotti tomar su turno, Gotti cogió la moto inmediatamente para sorpresa de su amigo, que aún no le había dado instrucciones sobre el manejo adecuado de la moto. Gotti salió corriendo a la calle y fue atropellado por un coche conducido por John Favara, el vecino del patio trasero de Gotti. Debido a que Gotti no esperó el tutorial de su amigo y entró en la calle en un punto ciego, su muerte se consideró un accidente y nunca se presentaron cargos penales contra Favara. Sin embargo, Favara recibió posteriormente amenazas de muerte y fue atacado con un bate de béisbol por Victoria Gotti, la madre del fallecido, cuando visitó a los Gotti para disculparse. Cuando los hijos de Gotti crecieron y tuvieron sus propios hijos, cada uno de ellos llamó a uno de sus hijos Frank en honor a su hermano.

## Desaparición
El 28 de julio de 1980, Favara fue secuestrado y desapareció. Según el FBI, antes de que Favara y su familia pudieran mudarse, fue introducido en una furgoneta por varios hombres cerca de su lugar de trabajo. Hubo varios testigos del secuestro y los relatos variaban entre que fue golpeado con un bate de béisbol, disparado con una pistola silenciada calibre 22, o ambas cosas. Los relatos difieren en cuanto a lo que se hizo con el cuerpo de Favara. Un relato dice que mientras Favara estaba vivo, fue desmembrado con una motosierra, metido en un barril lleno de hormigón y arrojado al océano, o enterrado en algún solar de un desguace.
Tras el secuestro, la mujer y los dos hijos de Favara se mudaron de Howard Beach. Favara fue declarado legalmente muerto en 1983.Los federales buscan en un "cementerio de la mafia" en Nueva York Consultado el 23 de mayo de 2006</ref> En noviembre de 2004, unos informantes llevaron a la Oficina Federal de Investigación (FBI) a excavar un aparcamiento en The Hole, Nueva York que se sospechaba que era un cementerio de la mafia y el lugar donde estaba el cuerpo de Favara. Aunque se encontraron dos cuerpos, el de Favara no estaba entre ellos.
Se asume ampliamente que Gotti ordenó el asesinato a pesar de que él y su familia se fueron de vacaciones a Florida tres días antes del mismo. Cuando fue interrogado por dos detectives sobre la desaparición de Favara, Gotti dijo: "No lamento que el tipo haya desaparecido. No lamentaría que el tipo apareciera muerto".
Anteriormente, los fiscales creían que los restos de Favara fueron metidos en un barril de hormigón y arrojados desde un muelle de Sheepshead Bay, pero los documentos del tribunal federal de Brooklyn presentados por los fiscales federales la semana del 5 de enero de 2009, contienen alegaciones de que el sicario y mafioso Charles Carneglia mató a Favara y disolvió su cuerpo en ácido.

## Representación en los medios populares
El asesinato de Favara se representa en la producción de HBO de 1996 Gotti. En la película, Gotti, interpretado por Armand Assante, aparece amonestando de forma directa al subjefe Salvatore "Sammy el Toro" Gravano, interpretado por William Forsythe, que la muerte de su hijo fue un accidente y que "lo dejara en paz". Al conocer su identidad, Gravano aparece golpeando y disparando a Favara en un paso subterráneo para peatones, para luego huir.
El incidente también se muestra en la película de 2018 Gotti protagonizada por John Travolta.
El incidente guarda similitudes con el episodio inicial de la serie de Showtime "Your Honor", en el que el hijo de un jefe de la mafia de Nueva Orleans era atropellado por un coche en moto, lo que lleva al padre a vengarse.